# خروج (عروض)
الخروج في العروض العربي يعني حرف اللين الناشئ من إشباع حركة هاء الوصل المتحركة، وذلك كالياء الناشئة عن إشباع كسرة الهاء في قول شوقي: